# 穂高温泉
穂高温泉（ほたかおんせん）は、長野県安曇野市にある温泉。穂高温泉郷（ほたかおんせんきょう）ともいう。また、信州・安曇野に存在すること強調し、かつ岐阜県の新穂高温泉と区別する目的から、安曇野穂高温泉郷（あづみのほたかおんせんきょう）、信州安曇野穂高温泉郷（しんしゅう-）とも呼ばれる。国民保養温泉地。

## 温泉街
安曇野市を流れる中房川および烏川がつくる扇状地「有明原」の扇頂部に位置する。アカマツの林の中には旅館などの宿泊施設のほか、温泉付き別荘地、美術館やゴルフ場などの文化・スポーツ施設があり、一大リゾート地を形成している。また、穂高古墳群や古刹・松尾寺、有明山神社、道祖神といった歴史に触れることもできる。
温泉水は中房地籍（中房渓谷）から引湯したものを浴用に供している（後述）。主な日帰り温泉施設としては2016年（平成28年）開業の安曇野しゃくなげの湯があり、隣接して農産物直売所「Vif穂高」や、地元の八面大王伝説にちなんだ足湯「八面大王足湯」がある。

## 歴史
温泉を山麓まで引湯する試みは明治 - 大正期から始められたが、当時は木製の管を使用しており、雪害によりわずか1 - 2年で損壊してしまったり、浴槽に届く頃には冷め切ってしまっていたりと、失敗続きであった。戦後を迎えてからも資金調達の難しさから着工できない状況が続いたが、1970年（昭和45年）2月3日、「穂高温泉供給株式会社」が設立。断熱性の高い特殊なFW管の布設を開始し、2年後の1972年（昭和47年）4月1日に完成した。当地は1980年（昭和55年）3月27日付けで国民保養温泉地に登録されている（2016年5月20日現在の登録名称は「有明・穂高温泉」）。

## 供給
穂高温泉の温泉水は、標高1,450メートル、中房地籍（中部山岳国立公園内）にある「有明厚生温泉源泉」・「国民宿舎有明荘源泉」という2つの源泉からパイプライン輸送されている。源泉は自然湧出しており、これを集約し「送湯本管1」にて10キロメートル先の「長峰貯湯槽」（標高759メートル）に一旦貯留する。源泉から貯湯槽まで標高差が700メートルもあることから、途中6か所に減圧槽を配置している。
長峰貯湯槽からは「送湯本管2」で有明地区・D地区へ、「送湯本管3」で有明地区・BC地区へ、そこからさらに「送湯本管4」で西穂高地区へと供給されている。配管の総延長は送湯本管31キロメートル、地区内配湯管54キロメートル、合計85キロメートルである。また、貯湯槽が地区全体で28か所あり、合計4,893立方メートルの湯を一時的に貯留することができる。これらは専用の通信線路もしくはIPネットワークで供給会社の事務所と接続されており、湯の温度や貯湯量、送湯量の監視が行われている。個人宅なども含めた供給先の総数は約1,500軒に上る。
送湯・配湯用の配管はFW管に断熱加工を施したものを使用している。FW管に保温テープを巻き、発泡スチロール製の保温材を被せ、ビニール製フィルム・アスファルトルーフィング・防食テープの順で巻いて完成である。供給会社では配管の補修・更新を計画的に実施している。

## 泉質
泉質は「温泉分析書」の通り。分析に用いた湯は2012年（平成24年）8月22日に長峰貯湯槽（安曇野市穂高有明長峰7296-1）より採取したもの。禁忌症・適応症（浴用）は「温泉分析書」から引用した。
- 泉質：単純温泉（アルカリ性低張性髙温泉）
- 泉温：69.3 ℃（外気温25℃）
- 色：ほとんど無色澄明
- 味：無味
- におい：無臭
- 溶存物質：469.6 mg/kg
- pH：8.6
- 禁忌症（浴用）：
  - 病気の活動期（特に熱のあるとき）、活動性の結核、進行した悪性腫瘍又は高度の貧血などの身体衰弱の著しい場合、少し動くと息苦しくなるような重い心臓病又は肺の病気、むくみのあるような重い腎臓の病気、消化管出血、目に見える出血があるとき、慢性の病気の急性憎悪期
- 適応症（浴用）：
  - 筋肉若しくは関節の慢性的な痛み又はこわばり（関節リウマチ、変形性関節症、腰痛症、神経痛、五十肩、打撲、捻挫などの慢性期）、運動麻痺における筋肉のこわばり、冷え性、末梢循環障害、胃腸機能の低下（胃がもたれる、腸にガスがたまるなど）、軽症高血圧、耐糖能異常（糖尿病）、軽い高コレステロール血症、軽い喘息又は肺気腫、痔の痛み、自律神経不安定症、ストレスによる諸症状（睡眠障害、うつ状態など）、病後回復期、疲労回復、健康増進、不眠症

## 交通アクセス

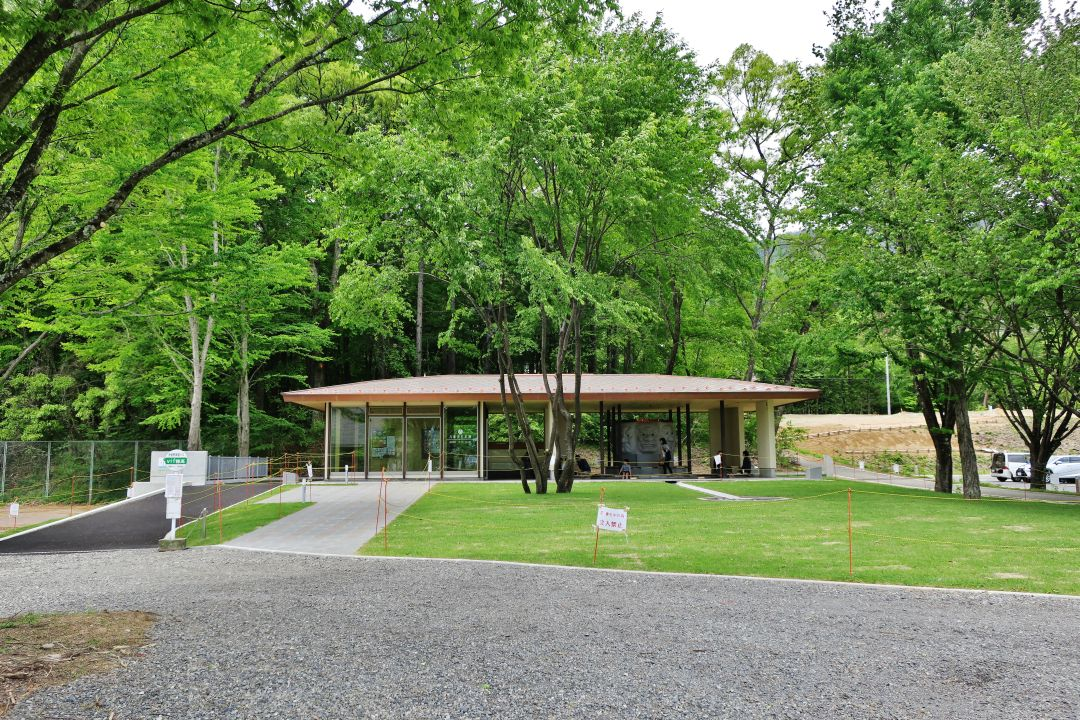
足湯を併設した周遊バス「Vif穂高」バス停

公共交通機関
JR大糸線・穂高駅からタクシーで10分間。あづみ野エンジョイバスや中房温泉行定期バスも利用可能（季節運行、詳細は当該項目参照）。
自家用自動車
長野自動車道・安曇野インターチェンジから自動車で約20分間。
北陸自動車道・糸魚川インターチェンジから自動車で約1時間40分。

## 中房温泉との関係

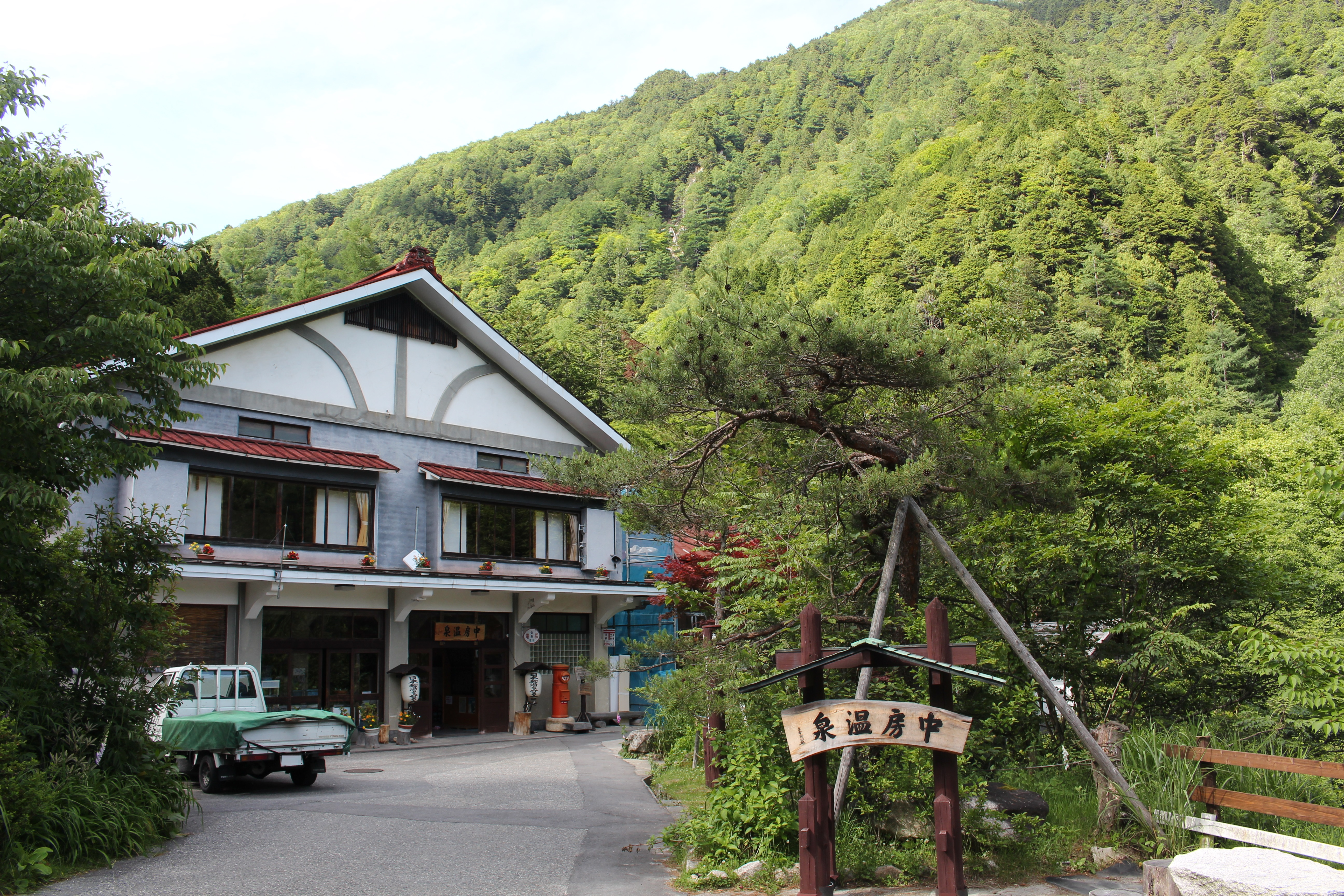
中房温泉

穂高温泉供給では、穂高温泉に供給している温泉水について、「中房地籍から引湯」あるいは「中房渓谷から引湯」しているとものと説明している。「中房温泉」との区別を明確にして、これらを混同しないよう、顧客に対し注意を呼びかけている。
一方、中房温泉側も「中房温泉」の商標登録を行い、中房温泉に便乗した広告・宣伝活動は顧客の混乱を招く原因になるとして、断固とした姿勢を見せている。